# Mumtaz Mahal
Arjumand Banu Begum (mer känd under smeknamnet Mumtaz Mahal som är urdu och betyder Palatsets utvalda), född 6 april 1593 i Agra, död 17 juni 1631 i Burhanpur, var en indisk kejsarinna, gift med mogulkejsaren Shah Jahan.  
Hon var född i en persisk adelsfamilj och släkt med kejsarinnan Nur Jahan. Hon förlovades 1607 och gifte sig 1612 med Shah Jahan, som besteg tronen 1627. Paret fick fjorton barn, bland dem kejsar Aurangzeb, kronprins Dara Shikoh, Jahanara Begum och Roshanara Begum.
Hon var stormoguls favorithustru, och hans kärlek för henne är berömd. Hon mottog en mängd privilegier. Hennes inkomst var högre än någon annan av hans hustrurs, hennes privata residens inom mogulharemet var dekorerat med juveler och förgyllningar, och hennes privata trädgård inkluderade fontäner som sprutade rosenvatten: han gav henne till och med tillgång till sitt kejserliga sigill, som användes för att bekräfta lagar.  Till skillnad från sin föregångare, Nur Jahan, saknade Mumtaz Mahal intresse för politik och använde inte sitt stora inflytande för politiska ändamål, utöver att hon ibland bad honom att frige en fånge, frikänna en dödsdömd eller mildra en avrättningsmetod. 
Efter hennes död lät hennes änkling resa det berömda Taj Mahal som mausoleum åt henne.
Mumtaz Mahal har en krater på Venus uppkallad efter sig.